# Edward Cromwell Disbrowe
Edward Cromwell Disbrowe (1790-1851) est un homme politique et diplomate britannique.

## Biographie
Edward Disbrowe est né à Walton Hall, Walton-on-Trent, South Derbyshire, le fils du colonel Edward Disbrowe et son épouse Charlotte Hobart, quatrième fille de George Hobart (3e comte de Buckinghamshire). Il est un descendant de John Desborough (en), un commandant en chef de l'armée parlementaire qui est le beau-frère d'Oliver Cromwell. Son père est vice-chambellan de la reine Charlotte, épouse du roi George III.
Il est député de Windsor de 1823 à 1826, puis sert dans le corps diplomatique britannique à des postes en Suisse, en Russie, en Suède. Il est ambassadeur britannique aux Pays-Bas de 1836 à 1851, où il est décédé à La Haye, et son corps est rapatrié en Angleterre sur le navire HMS Lightning. Il est également lieutenant adjoint du comté de Derbyshire.

## Famille
Il épouse Anne Disbrowe (en), fille de Robert Kennedy, fils d'Archibald Kennedy (11e comte de Cassilis),.

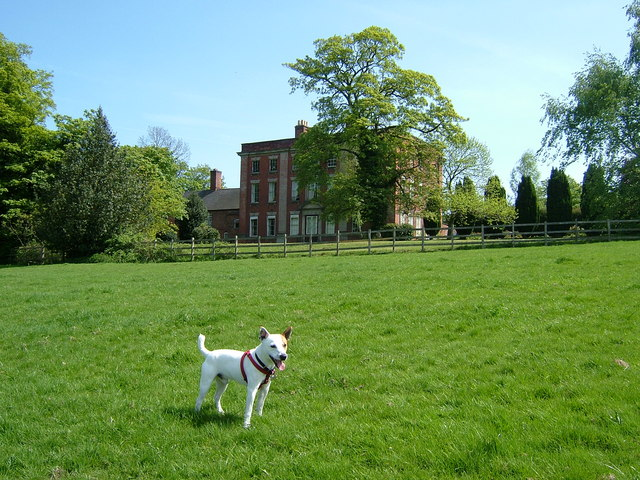
Lieu de naissance de Disbrowe - Walton Hall, Walton-on-Trent

La fille aînée de Disbrowe, Charlotte, qui vit dans la maison familiale du Derbyshire, devient une écrivaine de référence, publiant deux volumes relatant le service diplomatique de son père, avec une attention particulière à son séjour en Russie. La fille cadette de Disbrowe, Jane Harriet, épouse Henry Christopher Wise (en) de Woodcote House à Leek Wootton, dans le Warwickshire. Wise est l'arrière-arrière-petit-fils d'Henry Wise (jardinier), jardinier de la reine Anne, qui a aménagé les jardins de Kensington.